# Dufrénit
Dufrénit (auch Grüneisenstein, Grüneisenerz, Kraurit oder Metanochlor) ist ein eher selten vorkommendes Mineral aus der Mineralklasse der Phosphate (Arsenate, Vanadate) mit der chemischen Zusammensetzung Ca0,5Fe2+(Fe3+)5(PO4)4(OH)6·2 H2O.
Dufrénit kristallisiert im monoklinen Kristallsystem und entwickelt meist mikrokristalline, kugelige, traubige bis nierenförmige Aggregate von radialfaseriger Textur und dunkelgrüner, brauner oder schwarzer Farbe.

## Etymologie und Geschichte
Erstmals beschrieben wurde Dufrénit 1833 durch Alexandre Brongniart, der das Mineral nach dem französischen Geologen und Mineralogen Armand Dufrénoy benannte. Als Typlokalität gilt die „Grube Hoff Auf Mich“ bei Ullersreuth/Hirschberg (Saale) in Thüringen.

## Klassifikation
In der veralteten 8. Auflage der Mineralsystematik nach Strunz gehörte der Dufrénit zur Mineralklasse der „Phosphate, Arsenate und Vanadate“ und dort zur Abteilung „Wasserfreie Phosphate, Arsenate und Vanadate mit fremden Anionen“, wo er als Namensgeber die „Dufrenit-Reihe“ mit der System-Nr. VII/B.07b und den seit 1990 als Gemenge diskreditierten Mitgliedern Andrewsit und Laubmannit bildete.
Im zuletzt 2018 überarbeiteten und aktualisierten Lapis-Mineralienverzeichnis nach Stefan Weiß, das sich aus Rücksicht auf private Sammler und institutionelle Sammlungen noch nach dieser alten Form der Systematik von Karl Hugo Strunz richtet, erhielt das Mineral die System- und Mineral-Nr. VII/D.11-110. In der „Lapis-Systematik“ entspricht dies ebenfalls der Abteilung „Wasserhaltige Phosphate, mit fremden Anionen“, wo Dufrénit zusammen mit Beraunit, Bermanit, Burangait, Eleonorit, Ercitit, Ferristrunzit, Ferrostrunzit, Gayit, Gormanit, Kakoxen, Kamarizait, Kayrobertsonit, Kidwellit, Laubmannit, Matioliit, Metavivianit, Meurigit-K, Meurigit-Na, Natrodufrénit, Phosphofibrit, Souzalith, Strunzit, Tinticit, Zincoberaunit, Zincostrunzit eine eigenständige, aber unbenannte Gruppe bildet.
Auch die von der International Mineralogical Association (IMA) zuletzt 2009 aktualisierte 9. Auflage der Strunz’schen Mineralsystematik ordnet den Dufrénit in die Abteilung der „Phosphate usw. mit zusätzlichen Anionen; mit H2O“ ein. Diese ist allerdings weiter unterteilt nach der relativen Größe der beteiligten Kationen und dem Stoffmengenverhältnis der zusätzlichen Anionen zum Phosphat-, Arsenat- bzw. Vanadatkomplex, so dass das Mineral entsprechend seiner Zusammensetzung in der Unterabteilung „Mit großen und mittelgroßen Kationen; (OH usw.) : RO4 > 1 : 1 und < 2 : 1“ zu finden ist, wo es ebenfalls namensgebend die „Dufrénitgruppe“ mit der System-Nr. 8.DK.15 und den weiteren Mitgliedern Burangait, Gayit, Matioliit und Natrodufrénit bildet.
Die vorwiegend im englischen Sprachraum gebräuchliche Systematik der Minerale nach Dana ordnet den Dufrénit ebenfalls in die Klasse der „Phosphate, Arsenate und Vanadate“ und dort in die Abteilung der „Wasserhaltige Phosphate etc., mit Hydroxyl oder Halogen“ ein. Hier ist er zusammen mit Burangait, Gayit, Matioliit und Natrodufrénit in der „Burangaitgruppe“ mit der System-Nr. 42.09.01 innerhalb der Unterabteilung „Wasserhaltige Phosphate etc., mit Hydroxyl oder Halogen mit (A)3(XO4)2Zq × x(H2O)“ zu finden.

## Kristallstruktur
Dufrénit kristallisiert im monoklinen Kristallsystem in der Raumgruppe C2/c (Raumgruppen-Nr. 15) mit den Gitterparametern a = 25,84 Å; b = 5,13 Å, c = 13,78 Å und β = 112,2° sowie vier Formeleinheiten pro Elementarzelle.
Im Material der Grube „Rotläufchen“ bei Waldgirmes in Mittelhessen wurden von Dufrénit Rotations- bzw. Penetrations-Durchkreuzungszwillinge („Wäscheklammerzwillinge“) um [101] sowie Berührungszwillinge nach [100] beschrieben.

## Bildung und Fundorte
Dufrénit bildet sich als Sekundärmineral in granitischem Pegmatit durch hydrothermale Umwandlung anderer Phosphatminerale sowie in der Oxidationszone von Eisen-Lagerstätten.
Als eher seltene Mineralbildung kann Dufrénit an verschiedenen Orten zum Teil zwar reichlich vorhanden sein, insgesamt ist er jedoch wenig verbreitet. Weltweit sind bisher rund 150 Fundorte für Dufrénit dokumentiert (Stand 2022), so unter anderem in Córdoba und San Luis (Argentinien); New South Wales, Northern Territory, South Australia, Victoria und Western Australia (Australien); Minas Gerais (Brasilien); im Brauneisenerz im Siegerland, bei Waldgirmes, Hirschberg (Saale), Hauptmannsgrün im Vogtland (Deutschland); Auvergne, Bretagne, Limousin und Poitou-Charentes (Frankreich); Attika (Griechenland); England (Großbritannien); Honshū (Japan); Erongo und Tsumeb (Namibia); Viseu (Portugal); Schweden;Südafrika; Spanien; Böhmen (Tschechien); sowie viele Regionen in den USA.